# 2000 WX12
2000 WX12, também escrito como 2000 WX12, é um objeto transnetuniano (TNO) que está localizado no cinturão de Kuiper, uma região do Sistema Solar. Ele é classificado como um cubewano. O mesmo possui uma magnitude absoluta de 7,6 e tem um diâmetro com cerca de 133 km.

## Descoberta
2000 WX12 foi descoberto no dia 24 de novembro de 2000 pelos astrônomos B. Gladman e J.-M. Petit.

## Órbita
A órbita de 2000 WX12 tem uma excentricidade de 0,138 e possui um semieixo maior de 43,772 UA. O seu periélio leva o mesmo a uma distância de 37,751 UA em relação ao Sol e seu afélio a 49,793 UA.